# Roche-sur-Linotte-et-Sorans-les-Cordiers
Roche-sur-Linotte-et-Sorans-les-Cordiers är en kommun i departementet Haute-Saône i regionen Bourgogne-Franche-Comté i östra Frankrike. Kommunen ligger i kantonen Montbozon som tillhör arrondissementet Vesoul. År 2022 hade Roche-sur-Linotte-et-Sorans-les-Cordiers 68 invånare.

## Befolkningsutveckling
Antalet invånare i kommunen Roche-sur-Linotte-et-Sorans-les-Cordiers
| Referens: INSEE |